# Мяхклі
Мяхклі (ест. Mähkli) — село в Естонії, входить до складу волості Антсла, повіту Вирумаа.